# 28718 Rivergrace
28718 Rivergrace è un asteroide della fascia principale. Scoperto nel 2000, presenta un'orbita caratterizzata da un semiasse maggiore pari a 2,2803821 UA e da un'eccentricità di 0,1569840, inclinata di 7,31832° rispetto all'eclittica.